# Celle Ligure
Celle Ligure je obec v provincii Savona v italském regionu Ligurie, ležící asi 30 km západně od Janova a asi 8 km severovýchodně od Savony.
Část města Pecorile je známá tím, že se zde narodil Francesco della Rovere, který byl roku 1471 zvolen jako papež Sixtus IV.

## Podnebí
Teploty v Celle Ligure se průměrně pohybují od 1,4 do 26,65 stupňů Celsia.

## Kuchyně
Kuchyně je velmi zelená a obsahuje jednoduché přísady, které jsou smíchány dohromady a vyrábí se z nich delikatesní jídla.[zdroj?]

## Partnerská města
- Celle, Německo, 2001